# Định Quán (thị trấn)
Định Quán is de hoofdplaats van het district Định Quán, een van de districten van de provincie Đồng Nai, in het zuiden van Vietnam. Dit gedeelte wordt ook wel Đông Nam Bộ genoemd. Định Quán ligt ongeveer 90 kilometer ten noordoosten van Ho Chi Minhstad en ongeveer 10 kilometer ten westen van Hồ Trị An.
Định Quán ligt aan de Quốc lộ 20, de weg die Quốc lộ 1A bij Dầu Giây met Đà Lạt in de provincie Lâm Đồng verbindt.